# Репное (Балашовский район)
Репное — село в Балашовском районе Саратовской области России. Административный центр Репинского муниципального образования. Основано предположительно во второй половине XVIII века.

## География
Село находится в западной части Саратовского Правобережья, в пределах Окско-Донской равнины, в степной зоне, в правобережной части долины реки Хопёр, при автодороге 63К-00011, на расстоянии примерно 2 км (по прямой) к северу от города Балашов, административного центра района. Абсолютная высота — 115 м над уровнем моря.

### Климат
Климат характеризуется как умеренно континентальный с холодной малоснежной зимой и сухим жарким летом. Среднегодовая температура воздуха — 4,3 — 4,7 °C. Средняя многолетняя температура самого холодного месяца (января) составляет −11,1 °С (абсолютный минимум — −39 °С), температура самого тёплого (июля) — 20,7 °С (абсолютный максимум — 39 °С). Средняя продолжительность безморозного периода 145—155 дней. Среднегодовое количество атмосферных осадков — 476 мм, из которых 200—300 мм выпадает в период с апреля по октябрь. Снежный покров держится в среднем 130—135 дней в году.

### Часовой пояс
Село Репное, как и вся Саратовская область, находится в часовой зоне МСК+1. Смещение применяемого времени относительно UTC составляет +4:00.

## Население
| 2002 | 2010  |
| ---- | ----- |
| 3154 | ↘3029 |

### Половой состав
По данным Всероссийской переписи населения 2010 года, в половой структуре населения мужчины составляли 48,5 %, женщины — соответственно 51,5 %.

### Национальный состав
Согласно результатам переписи 2002 года, в национальной структуре населения русские составляли 97 % из 3154 чел.

## Улицы
| - ул. 60 лет СССР, - ул. Байкина, - пер. Вишнёвый, - ул. Дачная, - пер. Дачный, - ул. Дорожная, - пер. Дорожный, - ул. Зелёная, | - ул. Карла Маркса, - ул. Колхозная, - ул. Комсомольская, - ул. Кооперативная, - пер. Космонавтов, - ул. Космонавтов, - пер. Красный, - ул. Ленина, | - ул. Лесная, - пер. Лесной, - ул. Малая Горная, - ул. Матыцина, - пер. Мирный, - ул. Набережная, - ул. Новая, - ул. Овражная, | - пер. Овражный, - пер. Озёрный, - ул. Октябрьская, - пер. Октябрьский, - ул. Пионерская, - ул. Рабочая, - ул. Садовая, - ул. Советская, | - ул. Сосновая, - пер. Сосновый, - пер. Строителей, - пер. Тихий, - ул. Тремасова, - ул. Чапаева, - ул. Школьная, - ул. Шоссейная. |

## Известные уроженцы
- Байкин, Алексей Романович (1922—1997) — советский военнослужащий, старший сержант. Полный кавалер ордена Славы.
- Тремасов Николай Захарович 10 января 1927 – 26 марта 2005 Доктор технических наук, профессор, лауреат Государственной премии СССР, заслуженный конструктор Российской Федерации

Доктор технических наук, профессор, лауреат Государственной премии СССР, заслуженный конструктор Российской Федерации